# 城巴20A線
城巴20A線是香港一條九龍市區巴士路線，由城巴有限公司營辦，於2020年7月20日投入服務，來往高鐵西九龍站及啟德郵輪碼頭，途經尖沙咀（廣東道）、佐敦道、油麻地、旺角、九龍城、新蒲崗、啟德北及香港兒童醫院，全程收費為港幣$7.5。在香港特別行政區政府憲報發布的《路線表令》，此路線屬城巴20線的特別班次。

## 歷史
近年啟德新發展區的大型住宅項目相繼落成及入伙，包括沐泰街的人口增長而衍生額外的巴士服務需求，但該處當時並未有任何巴士服務往來該區與高鐵西九龍站一帶。運輸署及城巴因此透過《2020－2021年度巴士路線計劃》，建議逢星期一至五早晚繁忙時間增設20線特別班次來往啟德（沐安街）及西九龍站巴士總站，並視乎道啟德區內道路開通情況而進一步繞經沐泰街，編號為20A，為往來啟德新發展區街與西九龍站一帶的乘客提供直接的巴士服務，進一步提升啟德新發展區的巴士服務網絡覆蓋。建議經區議會通過後，此線於2020年7月20日起投入服務。與主線20不同，此線來回方向於亞皆老街及往啟德方向於窩打老道沿途有限度設站，更在九龍城駛上九龍城天橋，故此城巴在路線圖上以「快速」（Rapid）包裝此路線，即使行車里數比起主線20線為短，收費亦較高；而回程由高鐵西九龍站之開車時間亦由原建議的17:30延遲至18:10開出。由2021年1月9日起，此路線與另外8條新巴及城巴路線試行電子支付系統，乘客使用電子支付工具（支付寶、雲閃付）內的交通二維碼即可繳付車資。
不過，20A線的開辦初期的服務範圍，除高鐵西九龍站外均與20線重疊，以致客量長期偏低；加上當時啟德新發展區包括沐安街及沐泰街一帶與太子道西、彌敦道及尖沙咀廣東道一帶的公共交通網絡尚未完善，未能滿足該區大型住宅項目入伙後所交通需求。故此，於《2021-2022年度巴士路線計劃》中，運輸署及城巴建議將此線走線大幅修改並擴展早晚繁忙時間的服務時段，在啟德至高鐵西九龍站之間，改經太子道東、界限街／太子道西、彌敦道、佐敦道及尖沙咀（廣東道、九龍公園徑），不再經亞皆老街及窩打老道，並改為循環運作，以高鐵西九龍站為總站，啟德（承啟道）為循環點，並維持上、下午各一班途經沐安街的特別服務，希望為啟德新發展區一帶的居民提供更完善的巴士服務網絡至油尖旺核心地區。惟建議出爐後，油尖旺區議會質疑此線改動後會與現有九巴及專線小巴路線大幅重疊，時任區議員陳嘉朗亦認為路線改以循環運作容易導致班次不穩，亦令車長非常辛苦，專線小巴營辦商更曾列席油尖旺區議會會議，指出20A線的改動建議「猶如一把刀插入心臟」，影響旗下現有的小巴路線，亦指出城巴開辦20線後，已令多條小巴路線客量下降兩至三成，油尖旺區議會更通過動議要求運輸署及城巴收回此路線改道方案。相反，九龍城區啟德中及南選區議員張景勛則表示歡迎相關建議，指不少啟德居民每天早上需前往油尖旺區上班上學，惟區內未有相關「點對點」服務，需徒步20分鐘前往新蒲崗選擇其他巴士路線，對居民構成不便，促運輸署能改善啟德一帶的巴士路線服務。另一方面，競爭對手九龍巴士亦向運輸署提出反對此路線的改動，認為會與旗下目前經營的油尖旺區巴士路線範圍重疊，使運輸署仍未能批准此線改道的申請，以及提升服務後的行車時間表，令九龍城區議會非常不滿，通過臨時動議要求盡快落實相關改動。
最終在一片爭議聲中，20A線的改動最終得到落實，於2021年10月25日起實施，成為城巴首條服務油尖旺區核心地帶的九龍市區路線。
2022年2月14日起，20A線臨時更改由高鐵西九龍站開出，繞經沐安街班次時間為07:00及18:30。在2019冠狀病毒病第五波疫情下，運輸署在考慮城巴的車長缺勤情況、各條路線的載客率及可供乘客使用的替代公共交通服務後，安排此路線於同年3月4日起暫停服務，直至4月21日起先恢復06:50及18:15，繞經沐安街之班次，再於5月19日起才恢復正常服務時段，當中繞經沐安街班次時間更改為06:45及18:30。同年8月15日起，此路線往啟德方向不再停靠彌敦道近雅蘭中心，而改停前方之奶路臣街站；9月19日起往啟德方向亦不再停靠高鐵西九龍站上落客區。2023年4月23日起，此路線來回方向於協調道近東九龍總區警察總部及承啟道近德朗邨停車場增設中途站。
運輸署及城巴在《2022－2023年度巴士路線計劃》中，建議20A線延長至啟德郵輪碼頭，依原有走線至承啟道後改經D3路及承豐道，並取消循環運作，以配合啟德前跑道區的發展項目未來的人口增長，加強相關地帶和太子、旺角及尖沙咀西部之間聯繫。建議獲區議會通過，並預計在2023年第四季落實。翌年的《2023－2024年度巴士路線計劃》中，運輸署及城巴建議此線來回程繞經香港兒童醫院，同時擴展至星期一至五全日雙向服務，並視乎乘客需求增設週末及假日之服務，以配合往來香港兒童醫院及即將落成的啟德醫院的乘客需求，建議亦獲區議會通過。適逢2019冠狀病毒病疫情緩和，啟德郵輪碼頭重新迎來郵輪泊岸，郵輪停泊期間的交通配套問題引起社會關注，城巴遂於2023年8月28日起按計劃把此線延長至啟德郵輪碼頭並提升為星期一至五全日雙向服務，來回程繞經香港兒童醫院並改為雙向運作。
2024年初，城巴挑選20A線為15條「主幹線」之一，命名為「彌敦道線」。同年3月29日起，此線於星期一至五由啟德郵輪碼頭及高鐵西九龍站開出之尾班車時間分別延遲至22:00及22:45，並新增星期六、日及公眾假期服務：由啟德郵輪碼頭開出之班次服務時間為08:00－22:00，由高鐵西九龍站開出之班次服務時間為09:00－23:00。2025年1月13日起，20A線往高鐵西九龍站方向增停承豐道「維港．雙鑽」站。2025年2月28日起，此路線來回方向增停承豐道「承豐道公園」站。同年4月7日起，星期一至五由啟德郵輪碼頭開出之頭班車時間由07:25提早至06:45；5月25日起來回方向於啟德橋道增設分站，往高鐵西九龍站方向亦增停承豐道「承豐道18號」。

## 服務時間及班次
20A線於每日全日提供來回方向之服務，列表如下，當中星期一至五07:25由啟德郵輪碼頭開出及18:15由高鐵西九龍站開出的班次途經沐安街：
| 高鐵西九龍站開       | 高鐵西九龍站開 | 高鐵西九龍站開 | 啟德郵輪碼頭開       | 啟德郵輪碼頭開      | 啟德郵輪碼頭開      |                     |
| 日期                 | 服務時間       | 班次（分鐘）   | 日期                 | 服務時間            | 班次（分鐘）        |                     |
| -------------------- | -------------- | -------------- | -------------------- | ------------------- | ------------------- | ------------------- |
| 星期一至五           | 06:15－22:45   | 30             | 星期一至五           | 06:45、07:25、08:00 | 06:45、07:25、08:00 | 06:45、07:25、08:00 |
|                      |                |                | 星期一至五           | 08:35－14:05        | 30                  |                     |
| 14:30                |                |                | 星期一至五           |                     |                     |                     |
| 15:00－22:00         | 30             |                | 星期一至五           |                     |                     |                     |
| 星期六、日及公眾假期 | 09:00－23:00   | 20             | 星期六、日及公眾假期 | 08:00－22:00        | 20                  |                     |

## 收費
20A線全程收費為$7.5，當中去程及回程分別設有由德朗邨往啟德郵輪碼頭$7.3及永星里往高鐵西九龍站$6.3之單向分段收費。
20A線設有12歲以下小童及65歲或以上長者半價優惠，當中60歲－64歲香港居民、65歲或以上長者與合資格殘疾人士如以指定八達通繳付此線的車資，均可享有長者及合資格殘疾人士公共交通票價優惠計劃提供的$2票價優惠。乘客登車時需以現金或八達通卡繳付車資，不設找贖；而每位成人乘客可免費帶同最多兩名四歲以下而且不佔座位的兒童乘車。此外，乘客亦可使用指定電子支付工具繳付車資，使用此支付方式的乘客可享有與其他城巴獨營路線或聯營線城巴班次之轉乘優惠，惟不適用於與非城巴路線之轉乘優惠，乘客亦不能享有「公共交通費用補貼計劃」及「長者及合資格殘疾人士公共交通票價優惠計劃」。

## 使用車輛
根據《2023－2024年度巴士路線計劃》，此路線上午使用8輛雙層空調巴士，下午則使用10輛雙層空調巴士，並由香港站公共運輸交匯處的站長負責管理車務。和主路線20一樣，此路線主要使用配置雙輪椅位的Enviro500 MMC Facelift 12.8米（6426－6443；6460－6497）及富豪B8L12米（8806－8845）行走。2022年7月4日，香港首輛純電動雙層巴士威馳騰WSD6121BR1EV（8910／HR3878）加入此線行走下午時段的服務。

## 行車路線
20A線由高鐵西九龍站開出之班次途經海泓道、匯民道、匯翔道、廣東道、梳士巴利道、九龍公園徑、天橋、廣東道、佐敦道、彌敦道、荔枝角道、太子道西、大南街、柏樹街、汝州街、界限街、太子道西、太子道東、四美街、六合街、七寶街、啟新道、協調道、迴旋處、協調道、承啟道、沐虹街、沐翠街、承啟道、承豐道、啟德橋道（北行）、承昌道（東行）、祥業街（南行）、迴旋處、祥業街（北行）、承昌道（西行）、啟德橋道（南行）、承豐道及啟德郵輪碼頭通道前往啟德郵輪碼頭；由啟德郵輪碼頭開出之班次途經啟德郵輪碼頭通道、承豐道、啟德橋道（北行）、承昌道（東行）、祥業街（南行）、迴旋處、祥業街（北行）、承昌道（西行）、啟德橋道（南行）、承豐道、承啟道、協調道、太子道東、太子道西、彌敦道、佐敦道、廣東道、梳士巴利道、九龍公園徑、天橋、廣東道、佐敦道及海泓道前往高鐵西九龍站，具體停站請參考資訊框。九巴曾在油尖旺區議會會議中表示，此路線與旗下多條現有油尖旺區巴士路線重疊，包括1A和24線。

## 使用狀況
20A線在改經廣東道及彌敦道前客量偏低。2021年2月，運輸署在《2021－2022年度巴士路線計劃》中指出此線最繁忙一小時內的載客率為28%，惟有關數字遭時任油尖旺區議會交通及運輸委員會主席陳嘉朗質疑，運輸署回應指相關數據乃於2020年11月下旬、疫情相對緩和期間取得，再指出在區議會會議之前也有進行乘客量調查，得出載客率約為10%。
不過20A線改道後客量依舊偏低，陳氏亦經常以此線作例子批评新巴城巴的經營狀況。2022年2月，運輸署在《2022－2023年度巴士路線計劃》中指出此線最繁忙一小時內的載客率只有11%。2023年2月，運輸署在《2023－2024年度巴士路線計劃》中指出20A線最繁忙一小時內的載客率同樣只有11%。